# Uniwersytet Medyczny w Białymstoku
Uniwersytet Medyczny w Białymstoku (UMB, do 2008 Akademia Medyczna w Białymstoku) – publiczna uczelnia o profilu medycznym utworzona w 1950 jako Akademia Lekarska w Białymstoku.
Siedzibę Uniwersytetu stanowi spalony w czasie wojny, a następnie odbudowany pałac Branickich. W latach pięćdziesiątych i sześćdziesiątych główny wysiłek badawczy uczelni koncentrował się wokół zagadnień patofizjologii i biochemii procesów krzepnięcia krwi i fibrynolizy. Później stała się znana głównie z pierwszych wykonywanych w Polsce operacji in vitro. Na Uniwersytecie funkcjonują trzy wydziały: Wydział Lekarski z Oddziałem Stomatologii i Oddziałem Nauczania w Języku Angielskim, Wydział Farmaceutyczny z Oddziałem Medycyny Laboratoryjnej oraz Wydział Nauk o Zdrowiu. Na uczelni studiuje obecnie około 5000 studentów na piętnastu kierunkach studiów stacjonarnych i niestacjonarnych.
Wydział Lekarski z Oddziałem Stomatologii i Oddziałem Nauczania w Języku Angielskim w 2006 roku był najlepszym wydziałem lekarskim w Polsce według oceny parametrycznej Ministerstwa Nauki i Szkolnictwa Wyższego z 30.06.2006. Sytuacja powtórzyła się w ocenie z 30.09.2013. Wydział Farmaceutyczny z Oddziałem Medycyny Laboratoryjnej według oceny potencjału naukowego z 30.09.2013 roku dokonanej przez Ministerstwo Nauki i Szkolnictwa Wyższego jest najwyżej sklasyfikowaną jednostką wśród medycznych i paramedycznych jednostek w Polsce.
Według Webometrycznego Rankingu Uniwersytetów Świata ze stycznia 2019, pokazującego zaangażowanie instytucji akademickich w istnieniu w sieci Web, uczelnia zajmuje 6. miejsce w Polsce wśród uniwersytetów medycznych, a na świecie 1501/25000. pośród wszystkich typów uczelni.

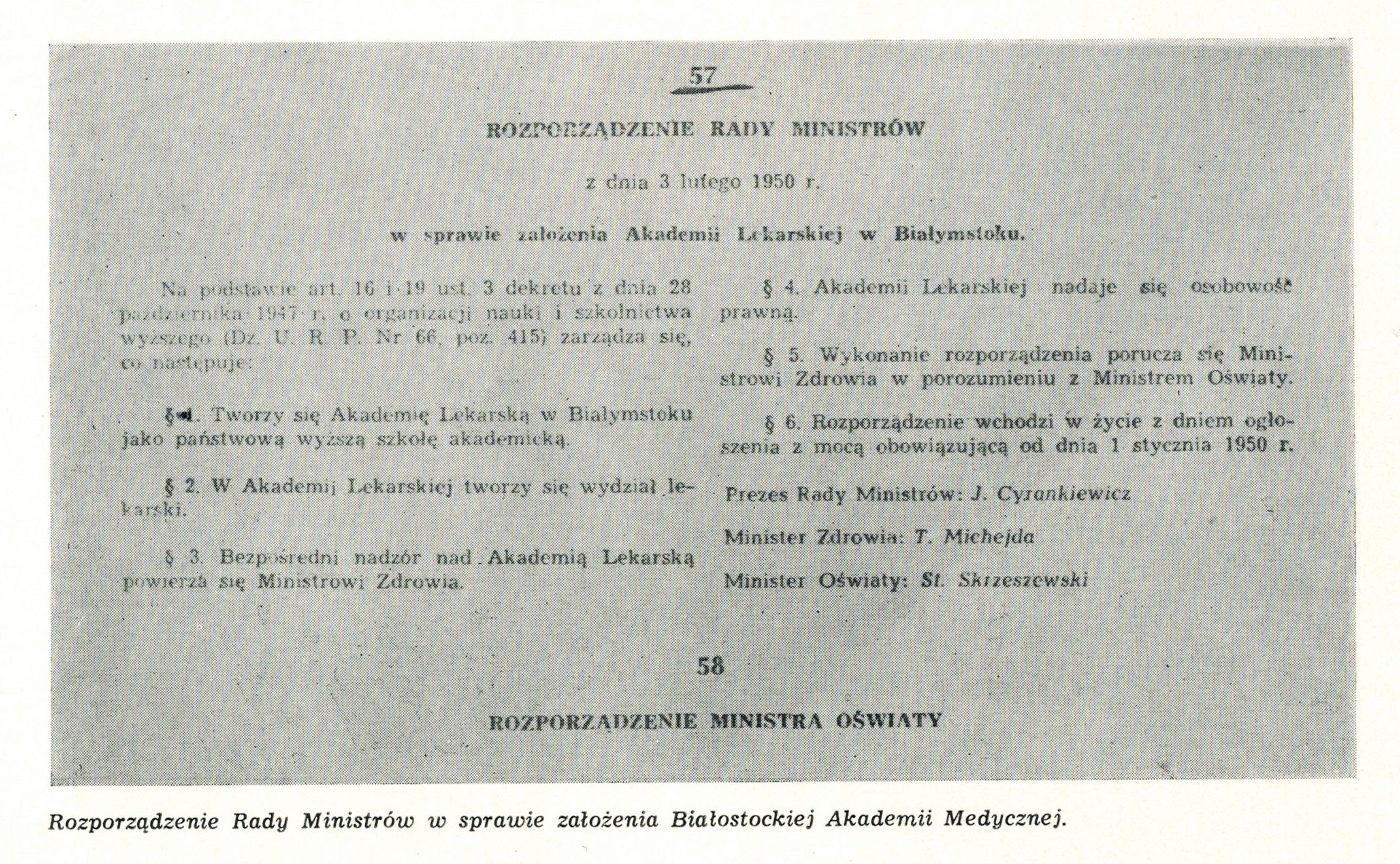
Akt założenia uczelni

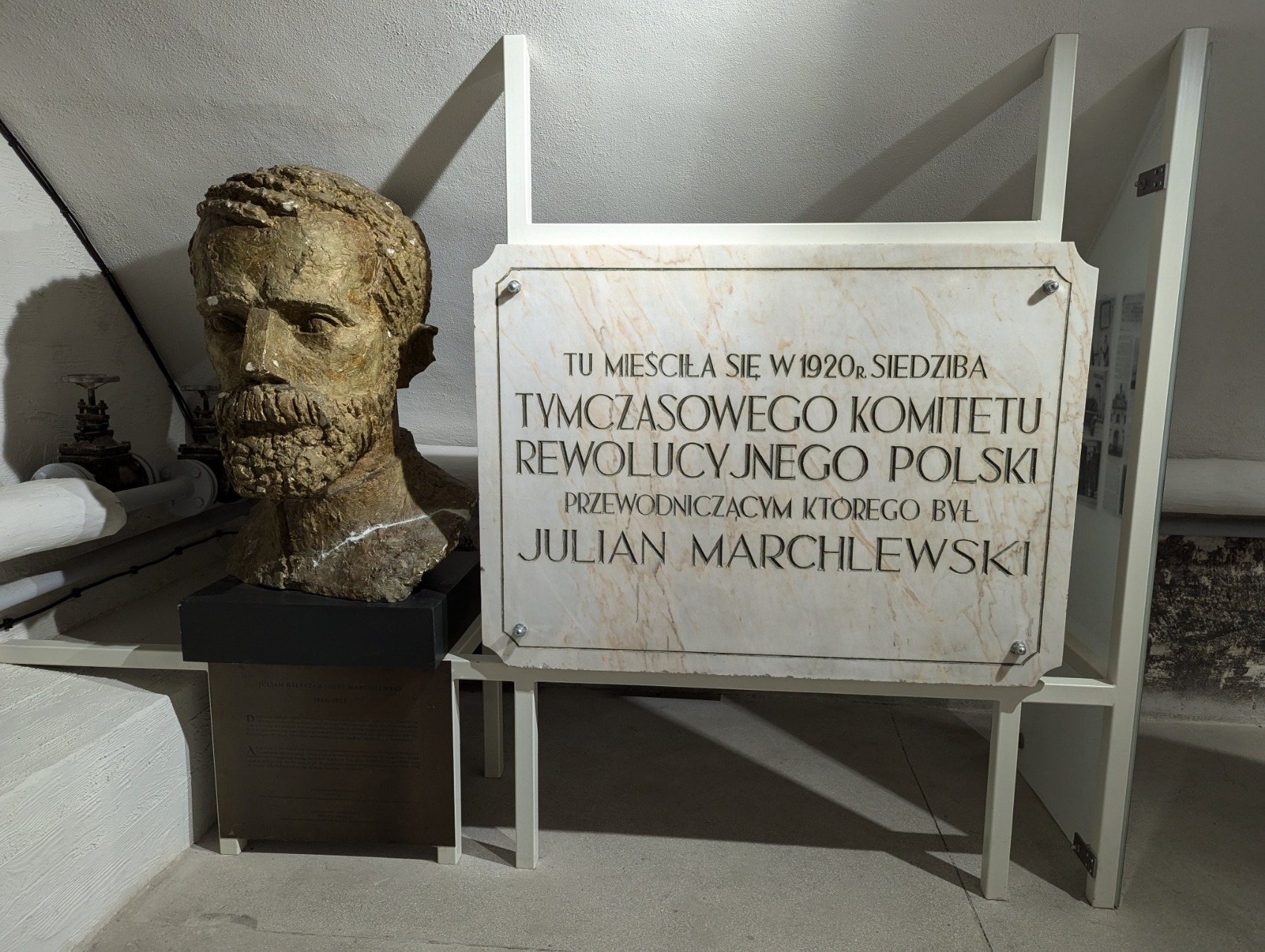
Tablica upamiętniająca Juliana Marchlewskiego, od 1955 r. patrona Akademii Medycznej

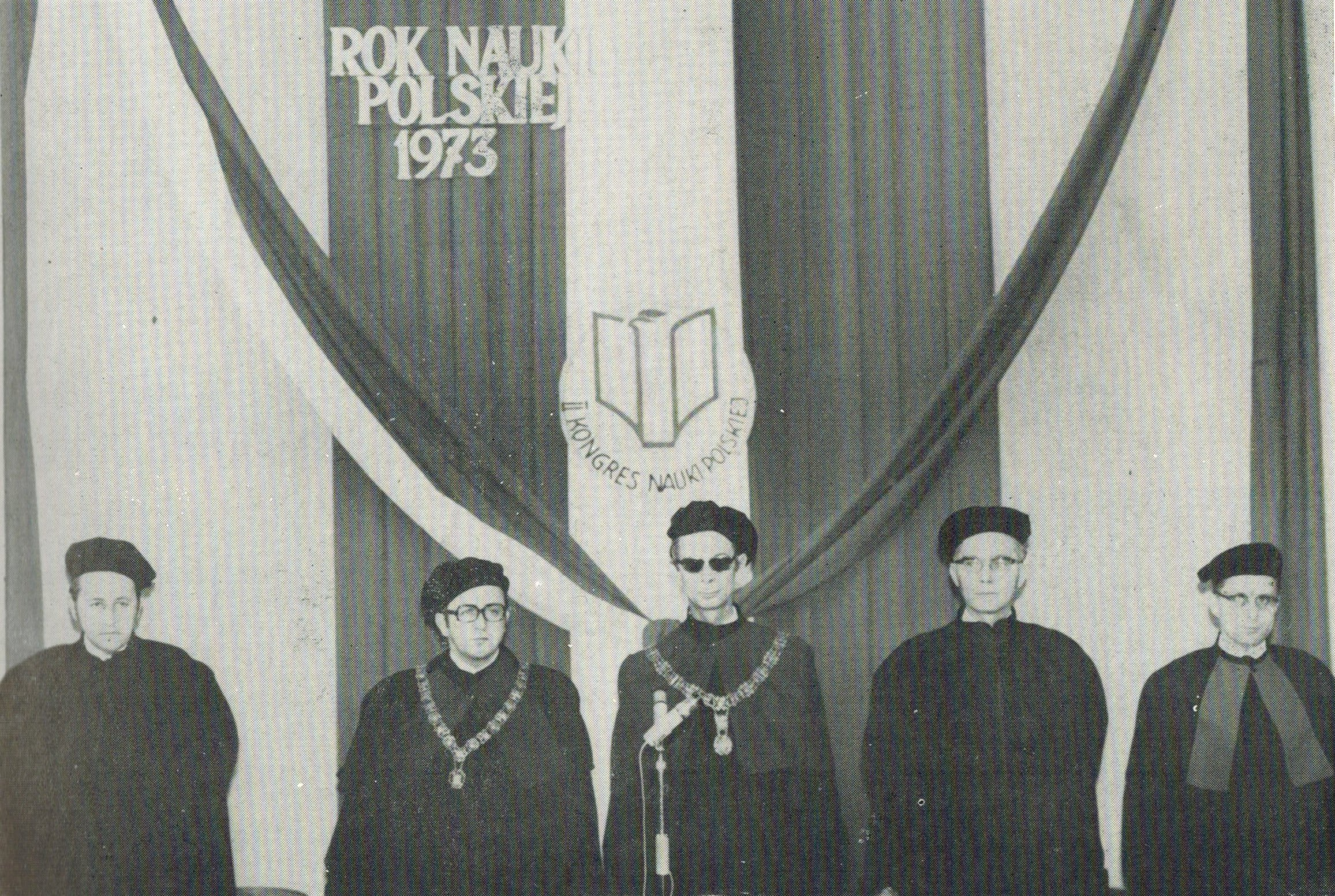
Delegaci akademii na II Kongresie Nauki Polskiej w 1973 roku

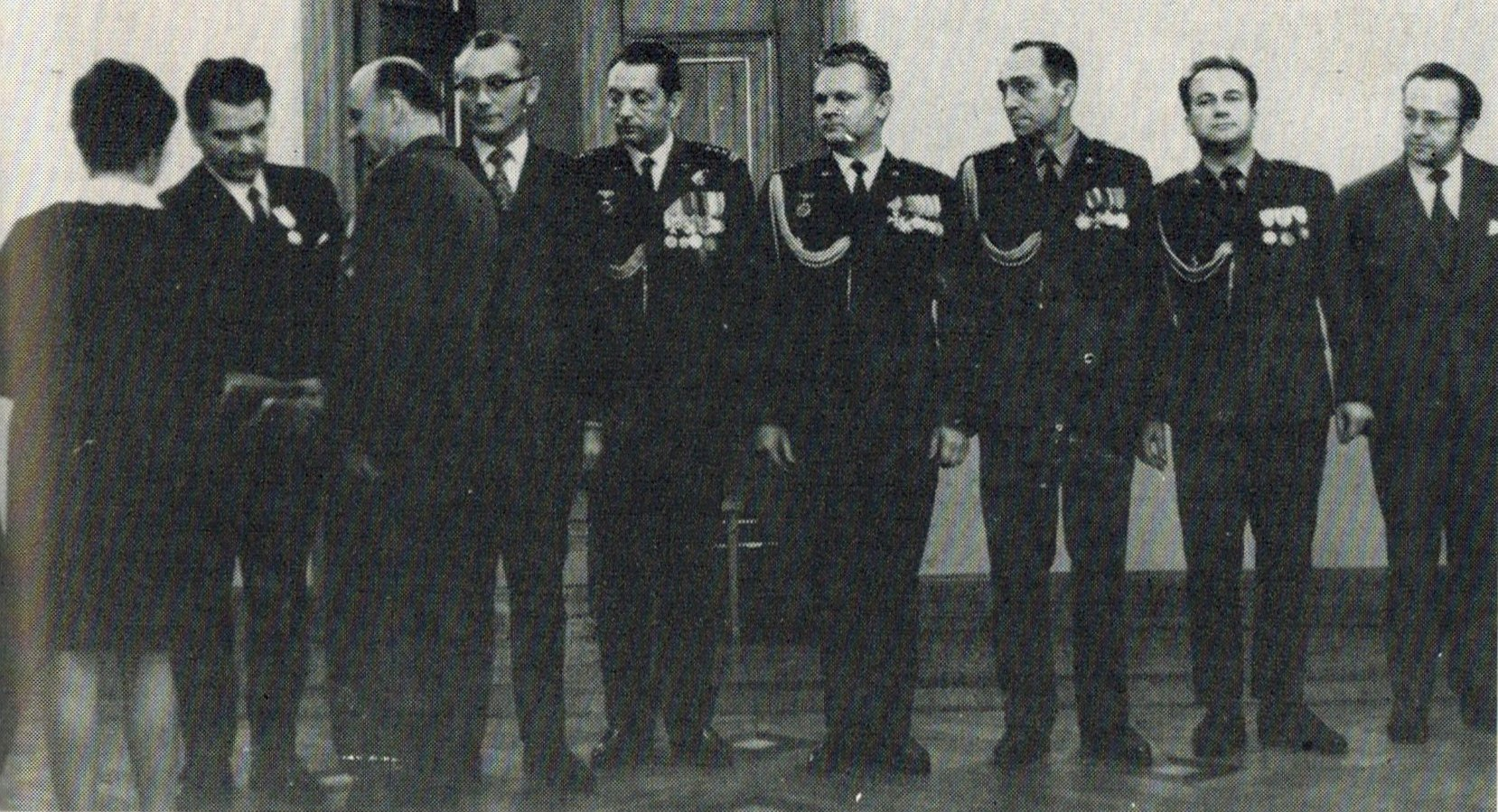
Dekoracja wyróżniających się pracowników uczelni odznaczeniami państwowymi (1975)

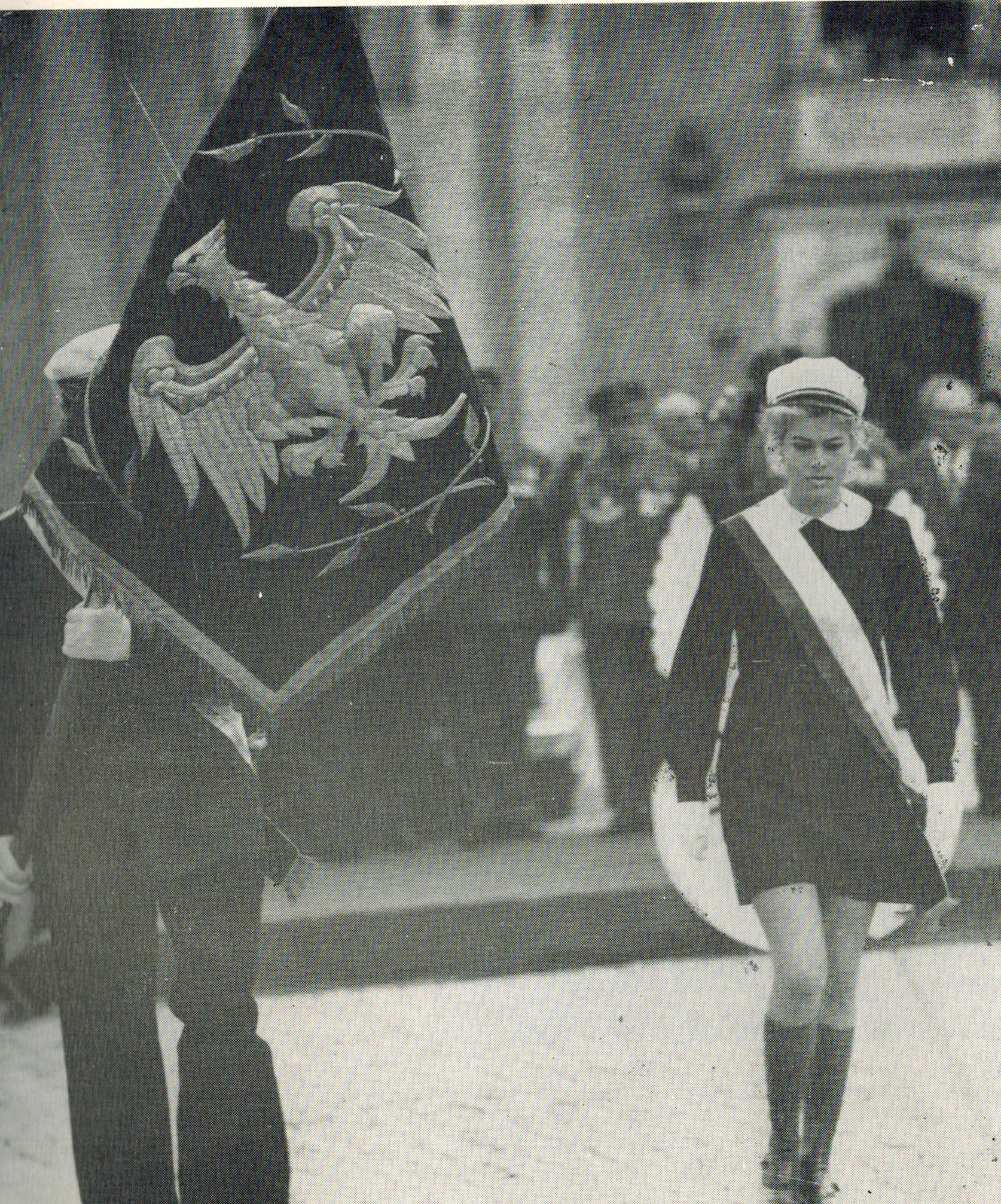
Sztandar AMB (1975)

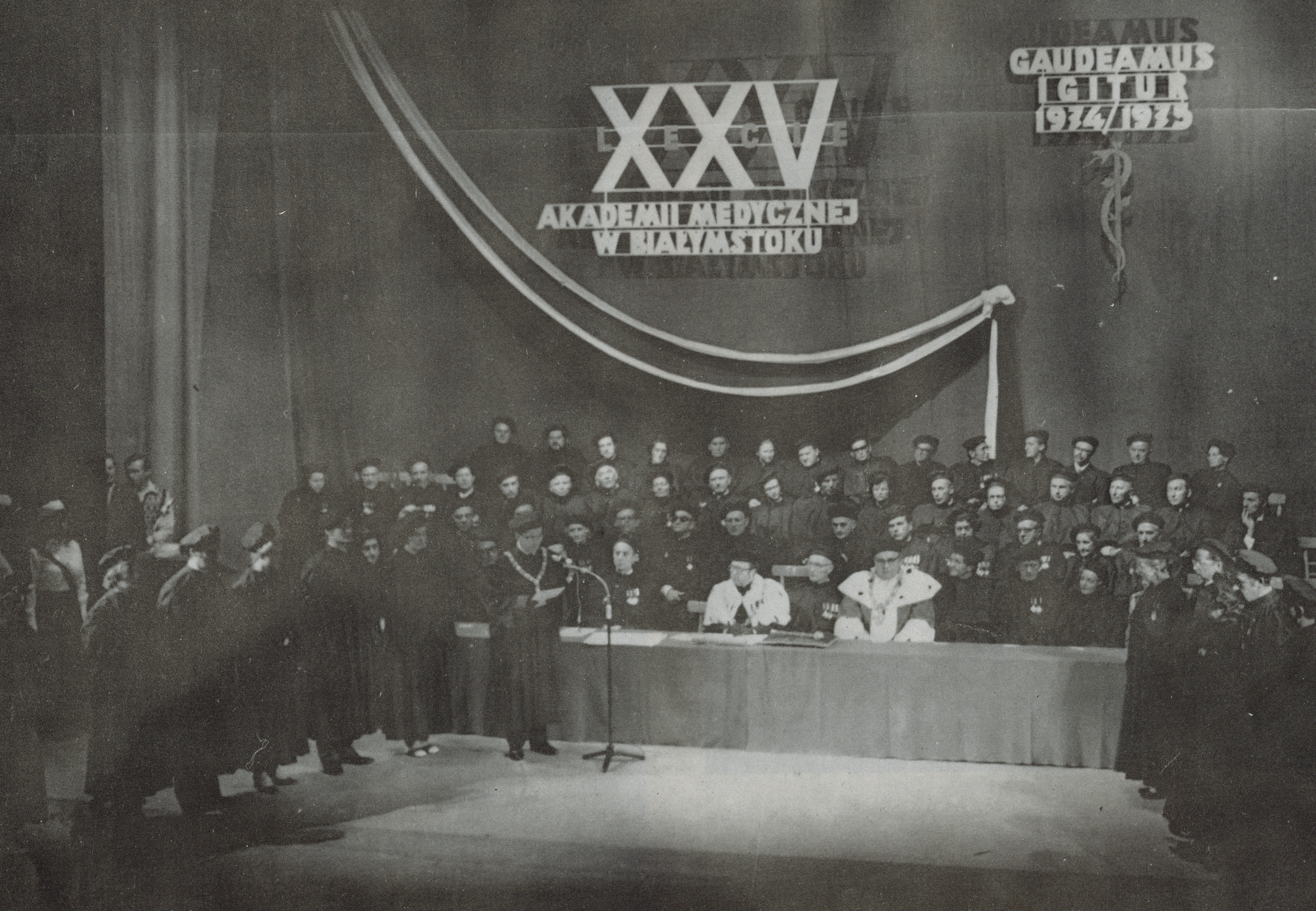
Uroczystości z okazji 25-lecia uczelni

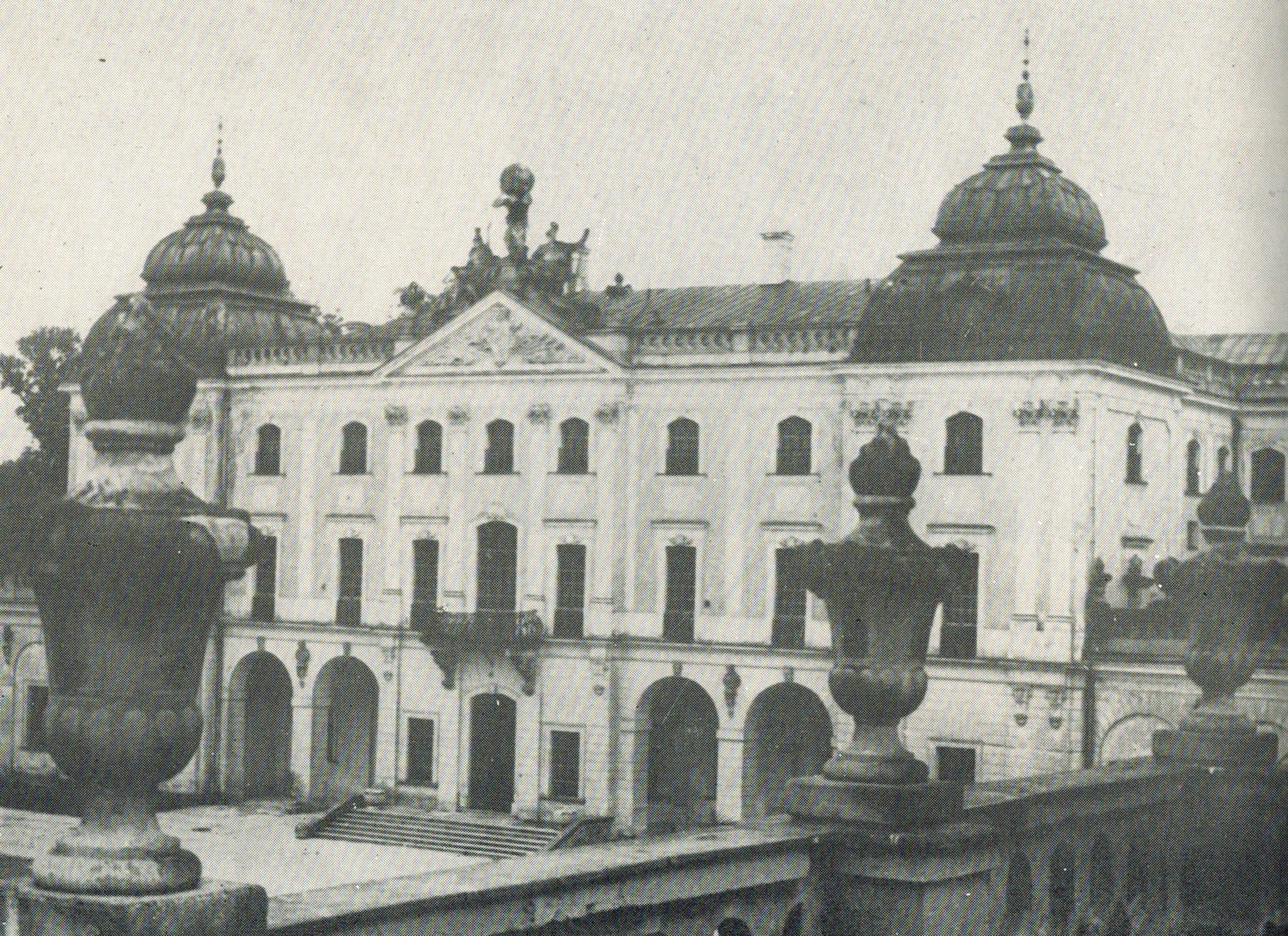
Pałac Branickich w Białymstoku w 1975 roku

## Historia
Prace zmierzające do utworzenia Uniwersytetu Medycznego w Białymstoku podjęto w początkach 1949 roku. Pomysł utworzenia uczelni przedłożył doktor Jerzy Sztachelski. Akademię Lekarską w Białymstoku powołano mocą rozporządzenia Rady Ministrów z dnia 3 lutego 1950 roku, jako pięćsetny wydział lekarski na świecie i dziesiąty w powojennej Polsce. Miesiąc później kolejnym rozporządzeniem przemianowano nazwę uczelni na Akademia Medyczna w Białymstoku. Pierwszym rektorem został profesor Tadeusz Kielanowski.
Siedzibą uczelni ustanowiono Pałac Branickich – najokazalszy i najcenniejszy gmach zabytkowy w Białymstoku. W przyległym Collegium Primum zlokalizowano pierwsze zakłady podstawowych nauk medycznych. W drugim roku istnienia akademia uzyskała uprawnienia do nadawania stopni naukowych. W roku 1953 powołano pierwsze kliniki. Siedzibą jednostek klinicznych stały się szpitale zlokalizowane na terenie Białegostoku. W 1954 r. oddano do użytku budynek Collegium Universum, który pomieścił większość zakładów nauk podstawowych.
Podczas inauguracji roku akademickiego w 1955 r., w piątą rocznicę istnienia uczelni, Akademii Medycznej nadano imię Juliana Marchlewskiego, przewodniczącego Tymczasowego Komitetu Rewolucyjnego Polski, który w 1920 r. miał swoją siedzibę w Pałacu Branickich.
W 1963 r. oddano do użytku Państwowy Szpital Kliniczny (obecnie Uniwersytecki Szpital Kliniczny). W roku 1968 powołano Oddział Stomatologii. W 1976 r. uczelnia została odznaczona Orderem Sztandaru Pracy II klasy. W 1977 r. utworzono Wydział Farmaceutyczny z Oddziałem Analityki Medycznej (od 2001 Wydział Farmaceutyczny z Oddziałem Medycyny Laboratoryjnej). Początkowo dokonano naboru jedynie na Oddział Analityki Medycznej tego wydziału. Kształcenie farmaceutów ze względu na trudności w skompletowaniu kadry naukowej rozpoczęto dopiero w 1987 roku.
W 1981 r. rozpoczęto budowę Dziecięcego Szpitala Klinicznego im. Ludwika Zamenhofa, który mimo że nie ukończony rozpoczął działalność siedem lat później. W roku 1982 przekazano do użytku gmach Collegium Pathologicum. W 1999 r. powołano Oddział Pielęgniarstwa na Wydziale Lekarskim, który stał się zalążkiem Wydziału Pielęgniarstwa i Ochrony Zdrowia powołanego 30 maja 2003 roku (w 2008 zmieniono nazwę na Wydział Nauk o Zdrowiu).
Przełomem było uruchomienie studiów anglojęzycznych na kierunku Lekarskim w 2004 roku. Wysoki poziom kształcenia i badań naukowych został potwierdzony podniesieniem uczelni do rangi uniwersytetu. W dniu 22 marca 2008 roku weszła w życie ustawa o nadaniu Akademii Medycznej w Białymstoku nazwy Uniwersytet Medyczny w Białymstoku.
| Lp. | Imię i nazwisko          | Lata      |
| --- | ------------------------ | --------- |
| 1   | Tadeusz Kielanowski      | 1950–1955 |
| 2   | Stanisław Legeżyński     | 1955–1959 |
| 3   | Jakub Chlebowski         | 1959–1962 |
| 4   | Ludwik Roch Komczyński   | 1962–1970 |
| 5   | Stefan Soszka            | 1970–1972 |
| 6   | Piotr Boroń              | 1972–1973 |
| 7   | Tadeusz Januszko         | 1973–1974 |
| 8   | Konstanty Wiśniewski     | 1974–1981 |
| 9   | Jerzy Łebkowski          | 1981–1987 |
| 10  | Zbigniew Zenon Puchalski | 1987–1990 |
| 11  | Andrzej Kaliciński       | 1990–1993 |
| 12  | Jan Górski               | 1993–1999 |
| 13  | Zbigniew Zenon Puchalski | 1999–2002 |
| 14  | Jan Górski               | 2002–2008 |

Do roku 2000 w uczelni tytuł naukowy profesora uzyskało 189 osób, stopień naukowy doktora habilitowanego 255, a stopień doktora 1586 osób. Uczelnia nadała tytuł doktora honoris causa 42 osobom. UMB wykształcił wielu lekarzy z krajów rozwijających się, głównie z obszaru Bliskiego Wschodu, północnej Afryki i Ameryki Łacińskiej.
Ostatnio Uniwersytet Medyczny w Białymstoku podjął szeroki program międzynarodowej współpracy, w zakresie wdrażania nowych metod nauczania, w dziedzinie badań naukowych oraz w zakresie diagnostyki i terapii. Unowocześniono także wyposażenie aparaturowe zakładów nauk podstawowych i zaplecze diagnostyczno-lecznicze klinik.

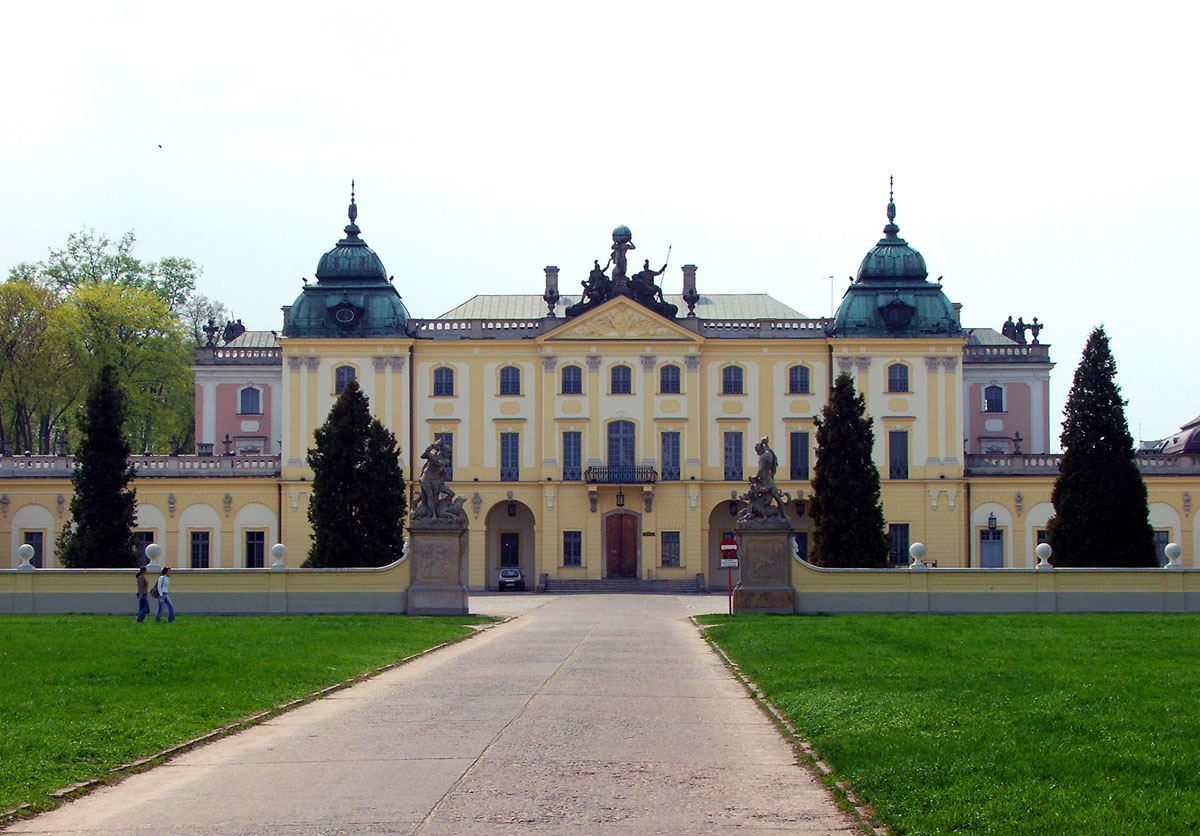
Pałac Branickich – siedziba Uniwersytetu Medycznego w Białymstoku

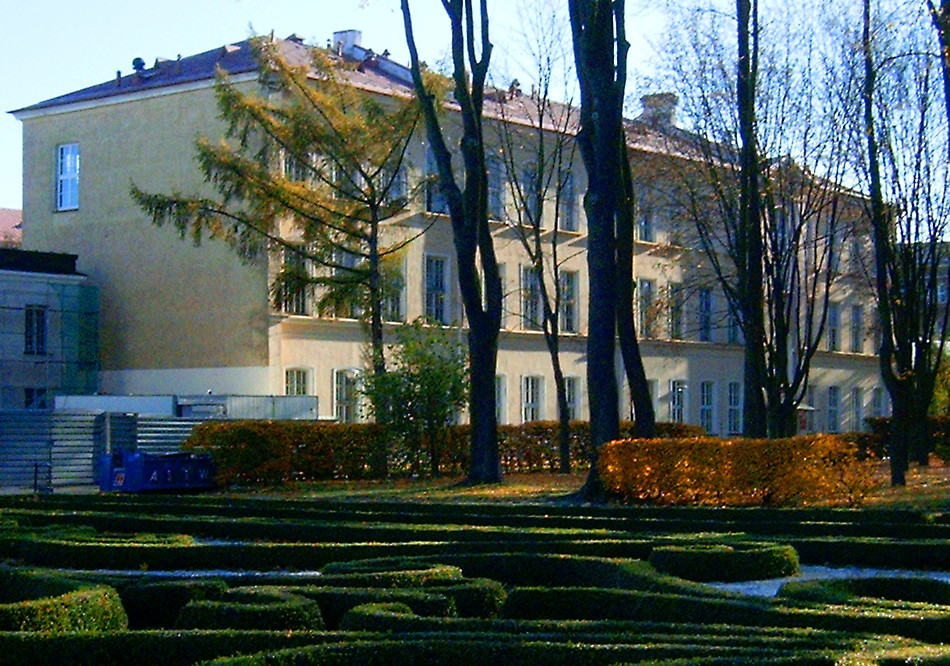
Collegium Primum

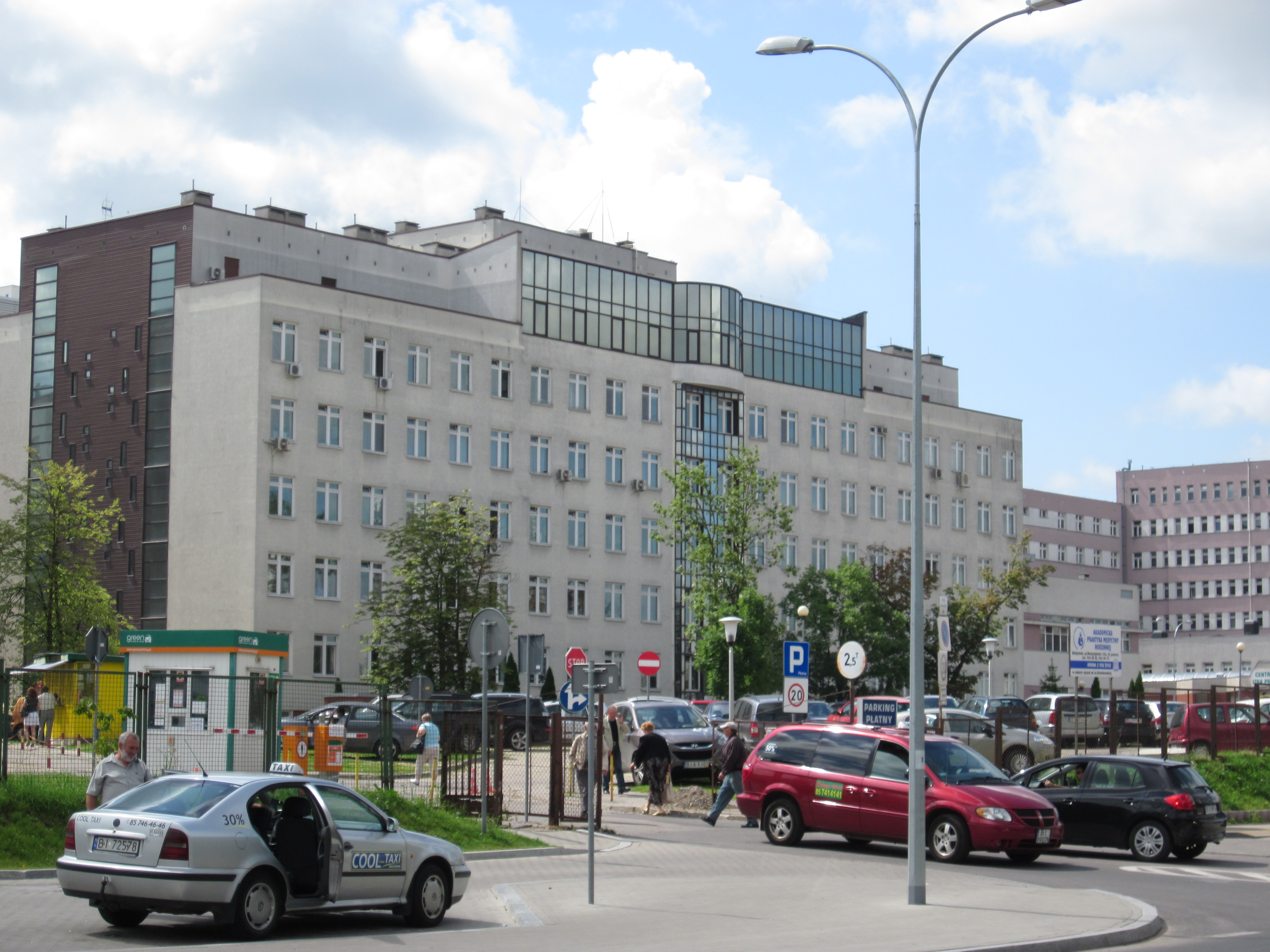
Uniwersytecki Szpital Kliniczny w Białymstoku

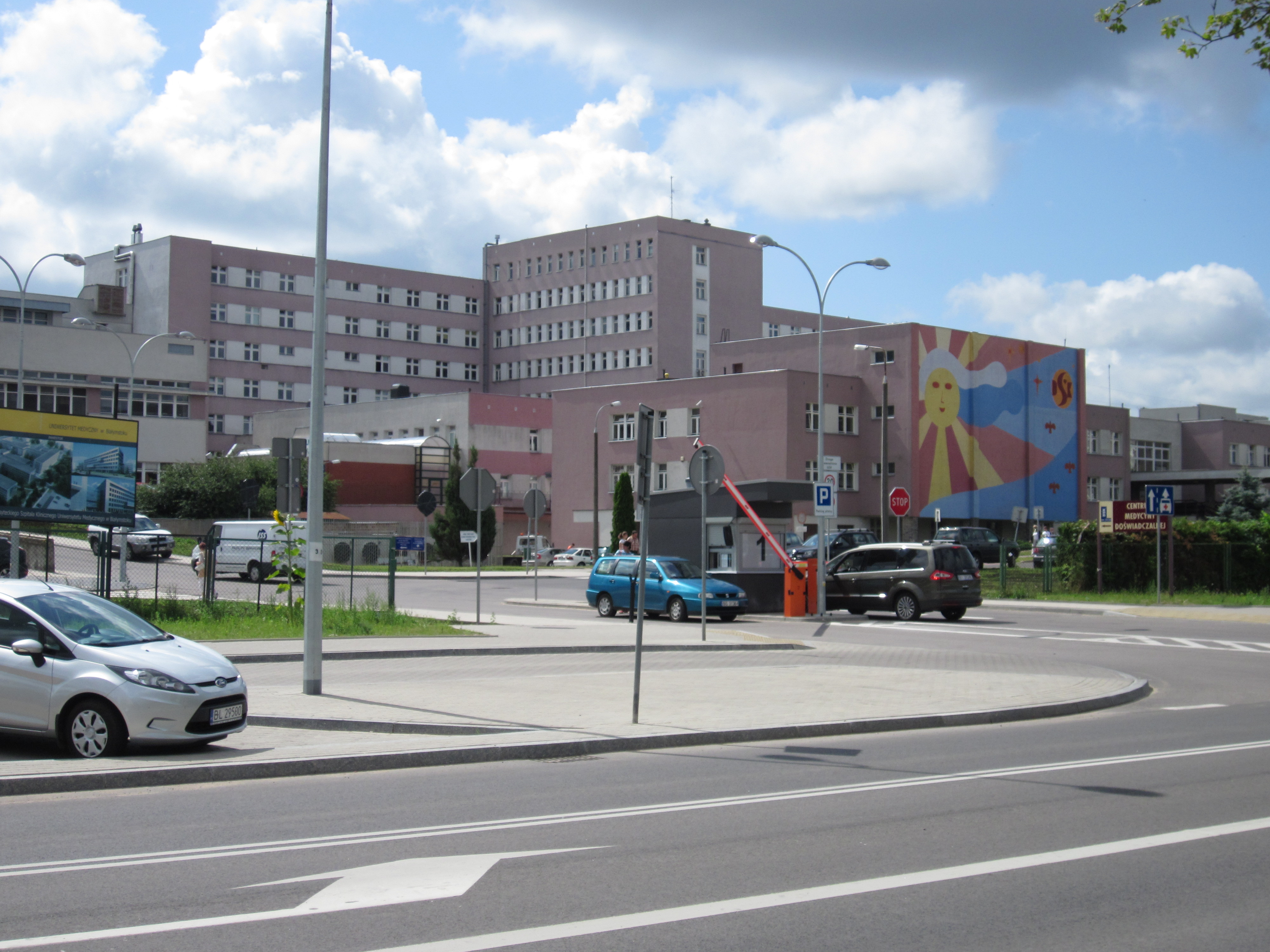
Uniwersytecki Dziecięcy Szpital Kliniczny im. L. Zamenhofa w Białymstoku

| Lp. | Imię i nazwisko              | Lata      |
| --- | ---------------------------- | --------- |
| 1   | Tadeusz Dzierżykray-Rogalski | 1951–1953 |
| 2   | Ludwik Roch Komczyński       | 1953–1960 |
| 3   | Helena Lewińska              | 1960–1962 |
| 4   | Roman Kordecki               | 1962–1966 |
| 5   | Maria Byrdy                  | 1966–1969 |
| 6   | Henryk Franciszek Nowak      | 1969–1972 |
| 7   | Konstanty Wiśniewski         | 1972–1974 |
| 8   | Antoni Gabryelewicz          | 1974–1981 |
| 9   | Wiktor Łotocki               | 1981–1984 |
| 10  | Włodzimierz Buczko           | 1984–1987 |
| 11  | Tamara Jelisiejew            | 1987–1990 |
| 12  | Bogusław Musiatowicz         | 1990–1996 |
| 13  | Michał Myśliwiec             | 1996–1999 |
| 14  | Franciszek Rogowski          | 1999–2002 |
| 15  | Maciej Kaczmarski            | 2002–2005 |
| 16  | Robert Flisiak               | 2005–2008 |
| 17  | Andrzej Dąbrowski            | 2008–2012 |
| 18  | Irina Kowalska               | 2012–2019 |
| 19  | Tomasz Hryszko               | 2019      |
| 20  | Irina Kowalska               | 2019–     |

| Lp. | Imię i nazwisko       | Lata      |
| --- | --------------------- | --------- |
| 1   | Władysław Gałasiński  | 1977–1984 |
| 2   | Ryszard Farbiszewski  | 1984–1990 |
| 3   | Krzysztof Worowski    | 1990–1996 |
| 4   | Ryszard Farbiszewski  | 1996–1998 |
| 5   | Maciej Szmitkowski    | 1998–2002 |
| 6   | Jerzy Pałka           | 2002–2008 |
| 7   | Elżbieta Skrzydlewska | 2008–2016 |
| 8   | Wojciech Miltyk       | 2016–2019 |
| 9   | Katarzyna Winnicka    | 2019      |
| 8   | Wojciech Miltyk       | 2019–     |

| Lp. | Imię i nazwisko            | Lata      |
| --- | -------------------------- | --------- |
| 1   | Jan Karczewski             | 2003–2005 |
| 2   | Elżbieta Krajewska-Kułak   | 2005–2012 |
| 3   | Sławomir Jerzy Terlikowski | 2012–2019 |
| 4   | Bożena Dobrzycka           | 2019      |
| 5   | Sławomir Jerzy Terlikowski | 2019–     |

## Władze uczelni

### Władze kadencji 2008–2012
- rektor: prof. dr hab. Jacek Nikliński
- prorektor ds. studenckich: prof. dr hab. Robert Flisiak
- prorektor ds. nauki: prof. dr hab. Adam Krętowski
- prorektor ds. klinicznych i kształcenia podyplomowego: prof. dr hab. Zenon Mariak

### Władze kadencji 2012–2016
- rektor: prof. dr hab. Jacek Nikliński
- prorektor ds. studenckich: prof. dr hab. Adrian Chabowski
- prorektor ds. nauki: prof. dr hab. Adam Krętowski
- prorektor ds. klinicznych i kształcenia podyplomowego: prof. dr hab. Zenon Mariak

### Władze kadencji 2016–2020
- rektor: prof. dr hab. Adam Krętowski
- prorektor ds. studenckich: prof. dr hab. Adrian Chabowski
- prorektor ds. nauki: prof. dr hab. Marcin Moniuszko
- prorektor ds. klinicznych i kształcenia podyplomowego: prof. dr hab. Janusz Dzięcioł(inne języki)

### Władze kadencji 2020–2024
- rektor: prof. dr hab. Adam Krętowski
- prorektor ds. kształcenia: prof. dr hab. Adrian Chabowski
- prorektor ds. nauki i rozwoju: prof. dr hab. Marcin Moniuszko
- prorektor ds. klinicznych i szkolenia zawodowego: prof. dr hab. Janusz Dzięcioł

### Władze kadencji 2024–2028
- rektor: prof. dr hab. Marcin Moniuszko
- prorektor ds. nauki i ewaluacji: prof. dr hab. Irina Kowalska
- prorektor ds. rozwoju i współpracy z otoczeniem gospodarczym: prof. dr hab. Katarzyna Socha
- prorektor ds. kształcenia: prof. dr hab. Adrian Chabowski
- prorektor ds. szpitali klinicznych i kształcenia podyplomowego: prof. dr hab. Janusz Dzięcioł
- prorektor ds. medycyny prewencyjnej i otwartej nauki: prof. dr hab. Karol A. Kamiński(inne języki)
- prorektor ds. medycyny cyfrowej i badań klinicznych: prof. dr hab. Adam Krętowski

## Działalność dydaktyczna
Uczelnia daje możliwość podjęcia kształcenia na piętnastu kierunkach studiów I stopnia, II stopnia oraz jednolitych studiów magisterskich prowadzonych w ramach trzech wydziałów:
- Wydział Lekarski z Oddziałem Stomatologii i Oddziałem Nauczania w Języku Angielskim
  - lekarski – studia również w j. angielskim
  - lekarsko-dentystyczny
  - techniki dentystyczne
- Wydział Farmaceutyczny z Oddziałem Medycyny Laboratoryjnej
  - analityka medyczna
  - farmacja – studia również w j. angielskim
  - kosmetologia
- Wydział Nauk o Zdrowiu
  - biostatystyka
  - dietetyka
  - elektroradiologia
  - fizjoterapia
  - logopedia z fonoaudiologią
  - pielęgniarstwo
  - położnictwo
  - ratownictwo medyczne
  - zdrowie publiczne

Uniwersytet prowadzi również kształcenie w ramach studiów podyplomowych:
- Prawo, organizacja i zarządzanie w ochronie zdrowia,
- Dietetyka kliniczna
- Epidemiologia
- Prawo medyczne i bioetyka
- Promocja zdrowia i edukacja zdrowotna
- Psychodietetyka
- Suplementy diety w żywieniu ogólnym i sporcie,

a także podyplomowe kursy specjalizacyjne dla lekarzy, farmaceutów, diagnostów laboratoryjnych, pielęgniarek i położnych oraz kursy w ramach kształcenia ciągłego farmaceutów.
Uczelnia kształci także na studiach doktoranckich (III stopnia):
- Wydział Lekarski z Oddziałem Stomatologii i Oddziałem Nauczania w Języku Angielskim
  - w dziedzinie nauk medycznych, dyscyplina biologia medyczna
  - w dziedzinie nauk medycznych, dyscyplina medycyna
  - w dziedzinie nauk medycznych, dyscyplina stomatologia
- Wydział Farmaceutyczny z Oddziałem Medycyny Laboratoryjnej
  - w dziedzinie nauk farmaceutycznych
  - w dziedzinie nauk medycznych, dyscyplina biologia medyczna
- Wydział Nauk o Zdrowiu
  - w dziedzinie nauk medycznych, dyscyplina medycyna
  - w dziedzinie nauk o zdrowiu

## Działalność naukowa
Uniwersytet Medyczny w Białymstoku jest prężnym ośrodkiem naukowo-badawczym Polski północno-wschodniej. Od pierwszych lat istnienia uczelnia jest miejscem wielu zjazdów i sympozjów naukowych o zasięgu krajowym i międzynarodowym. W ponad 50-letniej historii odbyło się około 200 imprez tego typu. Corocznie pracownicy uczelni realizują blisko 500 projektów naukowych. Dorobek publikacyjny pracowników Uczelni stale wzrasta i dzięki tak prowadzonej polityce naukowej Wydział Lekarski z Oddziałem Stomatologii i Oddziałem Nauczania w Języku Angielskim znalazł się na 1. miejscu, a Wydział Farmaceutyczny z Oddziałem Medycyny Laboratoryjnej na 4. miejscu, spośród innych wydziałów jednorodnych w rankingu przeprowadzonym przez Ministerstwo Nauki Szkolnictwa Wyższego. Uniwersytet stara się zapewniać swoim pracownikom naukowym najnowocześniejsze zaplecze infrastrukturalne oraz bazę aparaturową. Uniwersytet również swoim studentom stwarza możliwości rozwoju zainteresowań naukowych w studenckich kołach naukowych, które działają przy większości uczelnianych zakładów i klinik. Uczelnia zrzesza 88 kół naukowych, w ramach których studenci prowadzą badania kliniczne, zdobywają praktyczne umiejętności oraz biorą udział w krajowych i zagranicznych konferencjach naukowych. W strukturach uczelni funkcjonują takie instytucje naukowe jak: Centrum Medycyny Doświadczalnej (2006), Euroregionalne Laboratorium Analiz Farmaceutycznych (2008), Centrum Badań Innowacyjnych (2010) z ośrodkiem biostatystyki (2015), które w 2012 r. uzyskało tytuł Krajowego Naukowego Ośrodka Wiodącego (KNOW), Euroregionalne Centrum Farmacji (2011) czy Laboratorium Obrazowania Molekularnego i Rozwoju Technologii (2014). Uniwersytet jest również wydawcą czasopisma naukowego o zasięgu międzynarodowym, obecnego na liście filadelfijskiej: „Advances in Medical Sciences” (od 1955 r.; do 2005 pod nazwą „Roczniki Akademii Medycznej w Białymstoku”).

### Kadra
Obecnie w skład kadry naukowej wchodzi 816 nauczycieli akademickich w tym 128 profesorów tytularnych oraz 141 doktorów habilitowanych i 372 doktorów nauk. Reprezentują oni nieomal wszystkie specjalności nauk lekarskich, stomatologii, farmacji i analityki medycznej. Blisko 90% obecnie zatrudnionych profesorów i doktorów habilitowanych to absolwenci uczelni. Ponad 30 absolwentów uczelni, profesorów i doktorów habilitowanych pełni kierownicze funkcje w innych uniwersytetach medycznych, instytutach i placówkach służby zdrowia, w kraju i za granicą.

### Główne kierunki badawcze
Do najważniejszych kierunków badawczych w zakresie nauk podstawowych i klinicznych należy: alergologia eksperymentalna i kliniczna, biochemia glikokoniugatów, biochemia tkanki łącznej, biochemia i patofizjologia hemostazy, biologia karotenoidów, biologia molekularna nowotworów, chemioterapia eksperymentalna, chirurgia endokrynologiczna, dializoterapia i transplantacja nerek, enzymy proteolityczne i ich inhibitory oraz właściwości biologiczne produktów degradacji białek, farmakologia ośrodkowego układu nerwowego, fizjologia mięśni, immunodiagnostyka białek krwi, gastroenterologia wieku dziecięcego, kardiologia inwazyjna i kardiochirurgia, mikrochirurgia i chirurgia naczyń, onkologia doświadczalna, patologia trzustki, patologia wątroby, serodiagnostyka kiły, techniki wspomaganego rozrodu.

### Centrum Medycyny Doświadczalnej

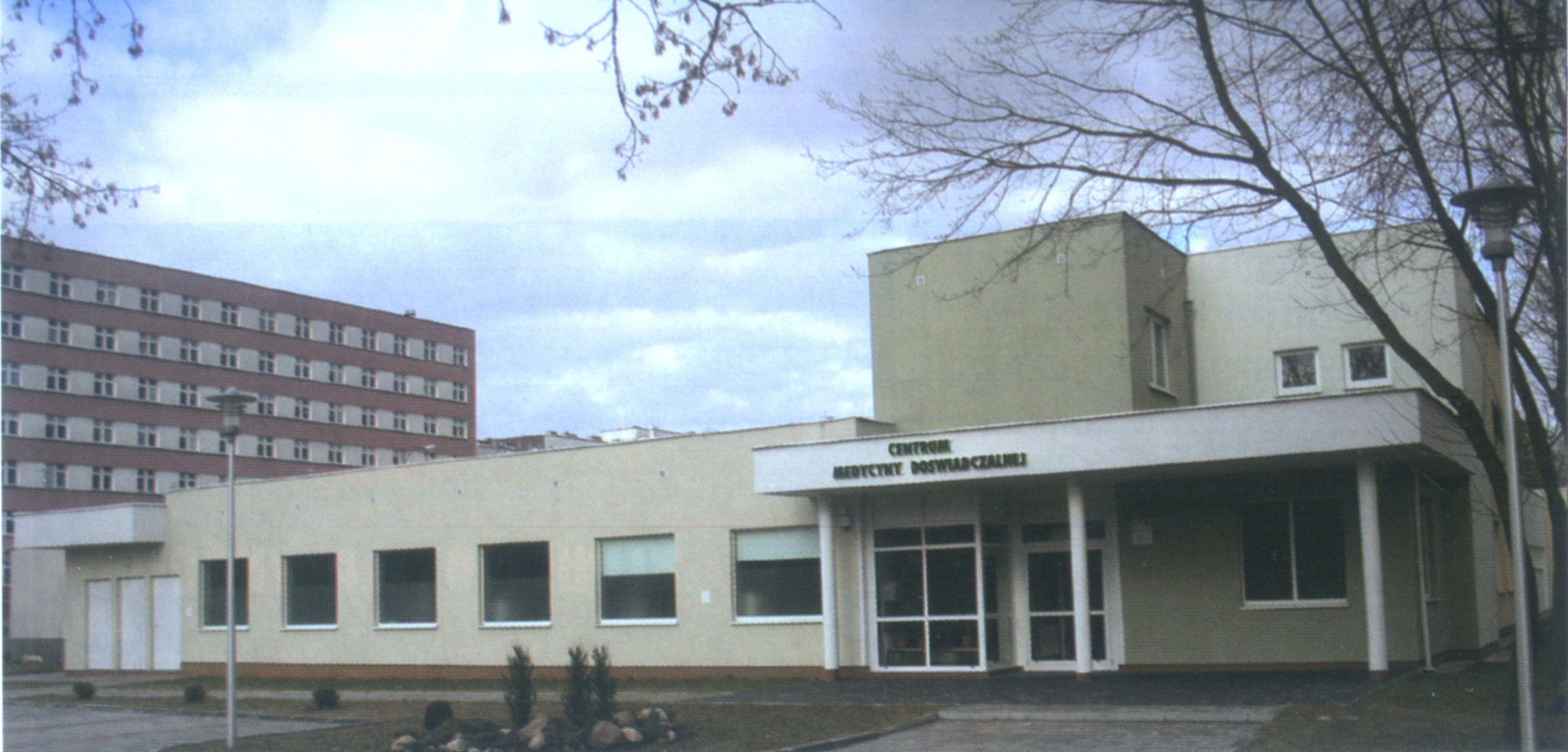
Budynek Centrum Medycyny Doświadczalnej

Centrum Medycyny Doświadczalnej powstało w 2006 roku jako inicjatywa w dziedzinie nauk medycznych, farmaceutycznych oraz biologicznych w zakresie badań in vivo oraz in vitro. Centrum Medycyny Doświadczalnej jest jednym z najnowocześniejszych obiektów tego typu w kraju, którego zadaniem jest hodowla zwierząt laboratoryjnych, a także prowadzenie badań eksperymentalnych na zwierzętach i liniach komórkowych. Centrum stanowi unikatową bazę do prowadzenia badań podstawowych, przedklinicznych i wdrożeniowych dla jednostek krajowych i międzynarodowych.

### Euroregionalne Laboratorium Analiz Farmaceutycznych
W 2008 r. na Wydziale Farmaceutycznym UMB rozpoczęło działalność Euroregionalne Laboratorium Analiz Farmaceutycznych – pierwsza tego typu placówka w kraju, która zapewnia możliwość kontroli leków i preparatów pochodzących z wymiany przygranicznej oraz ocenę jakościowo-ilościową substancji toksycznych w preparatach leczniczych, żywności oraz w materiale biologicznym. Współpracę z placówką prowadzą przedstawiciele policji, prokuratury, straży pożarnej oraz straży granicznej. W przyszłości kadra laboratorium chce się również zajmować dziedziną mało jeszcze znaną, czyli tym, do jakich reakcji między lekami dochodzi w organizmie, kiedy pacjent leczący się na kilka schorzeń przyjmuje wiele lekarstw jednocześnie.
Utworzenie laboratorium było wynikiem realizacji projektu „Utworzenie laboratorium analiz farmaceutycznych w transgranicznym obszarze polsko-litewskim” współfinansowanego przez Unię Europejską w ramach programu INTERREG IIIA. W projekcie ze strony Polski brał udział Uniwersytet Medyczny w Białymstoku, a ze strony Litwy szpitale w Łoździejach, Mariampolu i Kalwarii. Projekt obejmował zorganizowanie zespołu lekarzy i analityków odpowiednio przeszkolonych w udzielaniu pierwszej pomocy i pobieraniu materiału do badań oraz stworzenie bazy technicznej o standardach europejskich wymaganej do oceny jakościowo-ilościowej substancji czynnych oraz substancji toksycznych zawartych zarówno w preparatach leczniczych, jak i w materiale biologicznym pochodzącym od pacjentów.

### Euroregionalne Centrum Farmacji
Na UMB zrealizowano projektu utworzenia Euroregionalnego Centrum Farmacji, które przyczynia się nie tylko do efektywniejszej działalności dydaktycznej i naukowej Wydziału Farmaceutycznego, ale jest także nowoczesnym centrum badawczo-rozwojowym o zasięgu międzynarodowym. Nowo powstałe Centrum umożliwia szerszą współpracę z innymi jednostkami medycznymi zarówno w Polsce, jak i w krajach sąsiednich (Litwa, Rosja, Białoruś). Projekt był ściśle powiązany z działającym od niedawna Euroregionalnym Laboratorium Analiz Farmaceutycznych. W 2012 roku otwarto budynek, który pomieścił część zakładów Wydziału Farmaceutycznego z Oddziałem Medycyny Laboratoryjnej, a także pomieszczenia ogólnodostępne, jak dziekanat czy sale wykładowe.

### Centrum Badań Innowacyjnych
Centrum Badań Innowacyjnych tworzą Wydział Lekarski oraz Wydział Farmaceutyczny Uniwersytetu Medycznego w Białymstoku, Instytut Medycyny Doświadczalnej i Klinicznej im. Mirosława Mossakowskiego PAN oraz współpracujące jednostki zagraniczne: Center for Statistic, Hasselt University i Center for Metabolomics and Bioanalysis, University San Pablo-CEU. W 2012 roku Centrum otrzymało od Ministerstwa Nauki i Szkolnictwa Wyższego status Krajowego Naukowego Ośrodka Wiodącego (KNOW) w obszarze nauk medycznych i nauk o zdrowiu, dzięki czemu w latach 2012–2017 otrzyma dodatkowe wsparcie finansowe na rozwój potencjału badawczego i kadry naukowej. Celem prowadzonych obecnie przez CBI badań są choroby cywilizacyjne (nowotwory, choroby układu krążenia, otyłość, cukrzyca oraz choroby OUN). Ze względu na ogromną ilość koniecznych do przetworzenia danych w ramach CBI powstanie ośrodek biostatystyki, który będzie również kształcił specjalistów w tej dziedzinie.

### Laboratorium Obrazowania Molekularnego
Laboratorium Obrazowania Molekularnego i Rozwoju Technologii to spółka powstała na bazie Białostockiego Parku Naukowo-Technologicznego (BPNT), której 100% udziałowcem jest Uniwersytet Medyczny w Białymstoku. Wyposażone jest ono w innowacyjną na skalę światową aparaturę diagnostyczną – skaner PET/MR (3.0 Tesla) oraz pracownię izotopową klasy II. Dzięki temu urządzeniu możliwe jest przeprowadzenie unikatowych badań z dziedziny neurologii, psychiatrii, kardiologii czy onkologii, np. poszukiwanie wczesnych markerów chorób neurozwyrodnieniowych, rozpoznanie i monitorowanie guzów głowy i szyi, wykorzystanie we wczesnej diagnostyce i ocenie terapii w zaburzeniach poznawczych i przy objawach pozytywnych w psychiatrii. Badania przeprowadzane w LOM mają zarówno charakter naukowy, diagnostyczny, jak i dydaktyczny.

### Współpraca międzynarodowa
Aktualnie Uniwersytet Medyczny w Białymstoku ma podpisane umowy o współpracy i wymianie naukowej z 20 ośrodkami zagranicznymi. Kierunek rozwoju Uczelni to jej umiędzynarodowienie – rozwijanie coraz szerszej współpracy naukowo-dydaktycznej z krajami europejskimi, ale także z USA i Japonią. Jednocześnie sukcesywnie realizowana jest idea europejskich wykładów eksperckich skierowanych do całej społeczności akademickiej, ze szczególnym uwzględnieniem roli tzw. visiting professors – wybitnych specjalistów o szczególnym dorobku naukowym.

## Jednostki naukowo-dydaktyczne
Uczelnia składa się z 3 katedr, 82 zakładów podstawowych nauk medycznych, 51 klinik, 3 studiów, 7 samodzielnych pracowni i 2 centrów.

### Wydział Lekarski z Oddziałem Stomatologii i Oddziałem Nauczania w Języku Angielskim
- Katedra Biostruktury
  - Zakład Histologii i Embriologii
  - Zakład Patomorfologii Lekarskiej
  - Zakład Medycyny Regeneracyjnej i Immunoregulacji
- Katedra Protetyki Stomatologicznej
  - Zakład Protetyki Stomatologicznej
  - Zakład Technik Dentystycznych
- Katedra Stomatologii Zintegrowanej
  - Zakład Stomatologii Zintegrowanej
  - Samodzielna Pracownia Gerostomatologii
- Zakład Alergologii i Immunologii Doświadczalnej
- Zakład Anatomii Prawidłowej Człowieka
- Zakład Biochemii Lekarskiej
- Zakład Biofizyki
- Zakład Biologii Medycznej
- Zakład Chirurgii Stomatologicznej
- Zakład Chorób Metabolicznych
- Zakład Chorób Przyzębia i Błony Śluzowej Jamy Ustnej
- Zakład Diagnostyki Chorób Neurozwyrodnieniowych
- Zakład Farmakologii
- Zakład Farmakologii Klinicznej
- Zakład Fizjologii
- Zakład Genetyki Klinicznej
- Zakład Higieny, Epidemiologii i Zaburzeń Metabolicznych
- Zakład Immunologii Klinicznej
- Zakład Klinicznej Biologii Molekularnej
- Zakład Medycyny Nuklearnej
- Zakład Medycyny Populacyjnej i Prewencji Chorób Cywilizacyjnych
- Zakład Medycyny Sądowej
- Zakład Mikrobiologii
- Zakład Ortodoncji
- Zakład Patologii Ogólnej i Doświadczalnej
- Zakład Propedeutyki Stomatologii
- Zakład Radiologii
- Zakład Stomatologii Dziecięcej
- Zakład Stomatologii Zachowawczej
- Zakład Symulacji Medycznych
- Studium Języków Obcych
- Studium Wychowania Fizycznego i Sportu
- Samodzielna Pracownia Historii Medycyny i Farmacji
- Samodzielna Pracownia Laboratorium Obrazowania Molekularnego
- Samodzielna Pracownia Technik Mikrobiologicznych i Nanobiomedycznych
- Centrum Badań Klinicznych
- Centrum Bioinformatyki i Analizy Danych
- Klinika Anestezjologii i Intensywnej Terapii
- Klinika Chirurgii i Urologii Dziecięcej
- Klinika Chirurgii Klatki Piersiowej
- Klinika Chirurgii Naczyń i Transplantacji
- I Klinika Chirurgii Ogólnej i Endokrynologicznej
- II Klinika Chirurgii Ogólnej i Gastroenterologicznej
- Klinika Chirurgii Szczękowo-Twarzowej i Plastycznej
- I Klinika Chorób Płuc i Gruźlicy
- II Klinika Chorób Płuc i Gruźlicy
- Klinika Chorób Wewnętrznych i Chorób Metabolicznych
- Klinika Chorób Zakaźnych i Hepatologii
- Klinika Chorób Zakaźnych i Neuroinfekcji
- Klinika Dermatologii i Wenerologii
- Klinika Endokrynologii, Diabetologii i Chorób Wewnętrznych
- Klinika Gastroenterologii i Chorób Wewnętrznych
- Klinika Ginekologii i Ginekologii Onkologicznej
- Klinika Hematologii
- Klinika Kardiochirurgii
- Klinika Kardiologii
- Klinika Kardiologii Inwazyjnej
- I Klinika Nefrologii i Transplantologii z Ośrodkiem Dializ
- II Klinika Nefrologii z Oddziałem Leczenia Nadciśnienia Tętniczego i Pododdziałem Dializoterapii
- Klinika Neurochirurgii
- Klinika Neurologii
- Klinika Obserwacyjno-Zakaźna Dzieci
- Klinika Okulistyki
- Klinika Okulistyki Dziecięcej z Ośrodkiem Leczenia Zeza
- Klinika Onkologii
- Klinika Onkologii i Hematologii Dziecięcej
- Klinika Ortopedii i Traumatologii
- Klinika Ortopedii i Traumatologii Dziecięcej
- Klinika Otolaryngologii
- Klinika Otolaryngologii Dziecięcej
- Klinika Pediatrii, Endokrynologii, Diabetologii z Pododdziałem Kardiologii
- Klinika Pediatrii, Gastroenterologii, Hepatologii, Żywienia i Alergologii
- Klinika Pediatrii, Reumatologii, Immunologii i Chorób Metabolicznych Kości
- Klinika Pediatrii i Nefrologii
- Klinika Perinatologii
- Klinika Psychiatrii
- Klinika Reumatologii i Chorób Wewnętrznych
- Klinika Rozrodczości i Endokrynologii Ginekologicznej
- Klinika Urologii

### Wydział Nauk o Zdrowiu
- Zakład Anestezjologii i Intensywnej Terapii
- Zakład Biotechnologii Żywności
- Zakład Dietetyki i Żywienia Klinicznego
- Zakład Farmakologii Doświadczalnej
- Zakład Fonoaudiologii Klinicznej i Logopedii
- Zakład Ginekologii i Położnictwa Praktycznego
- Zakład Higieny, Epidemiologii i Ergonomii
- Zakład Medycyny Klinicznej
- Zakład Medycyny Rodzinnej i Pielęgniarstwa Środowiskowego
- Zakład Medycyny Wieku Rozwojowego i Pielęgniarstwa Pediatrycznego
- Zakład Neurologii Inwazyjnej
- Zakład Patomorfologii Ogólnej
- Zakład Pielęgniarstwa Chirurgicznego
- Zakład Podstawowej Opieki Zdrowotnej
- Zakład Położnictwa, Ginekologii i Opieki Położniczo-Ginekologicznej
- Zakład Prawa Medycznego i Deontologii Lekarskiej
- Zakład Radiologii Dziecięcej
- Zakład Statystyki i Informatyki Medycznej
- Zakład Zdrowia Publicznego
- Zakład Zintegrowanej Opieki Medycznej
- Klinika Alergologii i Chorób Wewnętrznych
- Klinika Geriatrii
- Klinika Medycyny Ratunkowej
- Klinika Medycyny Ratunkowej Dzieci
- Klinika Neonatologii i Intensywnej Terapii Noworodka
- Klinika Neurologii i Rehabilitacji Dziecięcej
- Klinika Pediatrii i Chorób Płuc
- Klinika Rehabilitacji
- Klinika Rehabilitacji Dziecięcej z Ośrodkiem Wczesnej Pomocy Dzieciom Upośledzonym „Dać Szansę”
- Studium Filozofii i Psychologii Człowieka
- Samodzielna Pracownia Diagnostyki Układu Oddechowego i Bronchoskopii
- Samodzielna Pracownia Rehabilitacji Narządu Wzroku

## Budynki uczelni
| Obiekt                                                                                         | Rok przekazania/budowy | Dzielnica Białegostoku | Uwagi |
| ---------------------------------------------------------------------------------------------- | ---------------------- | ---------------------- | --- |
| gmach główny – Pałac Branickich ul. Jana Kilińskiego 1                                         | 1949 (przekazanie)     | Centrum                | budynek administracyjny; mieści m.in. rektorat, Bibliotekę Główną, dziekanat Wydziału Lekarskiego, Dział Spraw Studenckich, Biuro Promocji i Rekrutacji, Samodzielną Pracownię Historii Medycyny i Farmacji |
| Collegium Primum ul. Adama Mickiewicza 2a                                                      | 1949 (przekazanie)     | Centrum                | dawne Seminarium Nauczycielskie, obecnie budynek naukowo-dydaktyczny; mieści w większości zakłady i pracownie Wydziału Farmaceutycznego oraz 2 zakłady Wydziału Lekarskiego, a także częściowo Studium Języków Obcych |
| Dom Studenta nr 1 ul. Akademicka 3                                                             | 1952                   | Centrum                | mieści Samodzielną Pracownię Kosmetologii i Zakład Medycyny Estetycznej na bazie których działa Centrum Kosmetologii i Medycyny Estetycznej, Studium Wychowanie Fizycznego i Sportu, gabinet lekarski oraz gabinet stomatologiczny, a także działy administracyjne                                                                    |
| Collegium Universum ul. Adama Mickiewicza 2c                                                   | 1954                   | Centrum                | budynek naukowo-dydaktyczny i administracyjny; mieści w większości jednostki Wydziału Lekarskiego, częściowo także Wydziału Farmaceutycznego i Wydziału Nauk o Zdrowiu; znajduje się tam również kilka działów administracyjnych. Na parterze mieści się księgarnia medyczna, a w piwnicach budynku działa Klub Studencki „Herkulesy” |
| Centrum Dydaktyki Stomatologicznej ul. Marii Skłodowskiej-Curie 24a                            | 1958                   | Piaski                 | budynek naukowo-dydaktyczny; mieści zakłady Oddziału Stomatologii, na bazie których działa Specjalistyczna Lecznica Stomatologiczna |
| Uniwersytecki Szpital Kliniczny w Białymstoku ul. Marii Skłodowskiej-Curie 24a                 | 1962                   | Piaski                 | znajdują się tu kliniki i zakłady oraz Centrum Badań Klinicznych; jest to największy szpital w Polsce północno-wschodniej i jeden z największych szpitali klinicznych w Polsce (836 łóżek) |
| Hala sportowa ul. Michała Wołodyjowskiego 1                                                    | 1975                   | Mickiewicza            | mieści się tam m.in. zarząd Akademickiego Związku Sportowego |
| Dom Studenta nr 2 ul. Jerzego Waszyngtona 23                                                   | 1980                   | Piaski                 | mieści się tam dział administracyjny |
| Collegium Pathologicum ul. Jerzego Waszyngtona 13                                              | 1982                   | Piaski                 | budynek naukowo-dydaktyczny; mieści jednostki Wydziału Lekarskiego i Wydziału Nauk o Zdrowiu w tym Akademicki Ośrodek Diagnostyki Patomorfologicznej i Genetyczno-Molekularnej oraz część zakładów tworzących Specjalistyczną Lecznicę Stomatologiczną                                                                                |
| Uniwersytecki Dziecięcy Szpital Kliniczny im. dr. Ludwika Zamenhofa ul. Jerzego Waszyngtona 17 | 1988                   | Piaski                 | znajdują się tutaj kliniki i zakłady dziecięce |
| ul. Jana Kilińskiego 1                                                                         | 1989 (przekazanie)     | Centrum                | parterowy budynek przylegający do Collegium Primum; mieści Zakład Syntezy i Technologii Środków Leczniczych oraz Zakład Biotechnologii |
| Collegium Novum ul. Jerzego Waszyngtona 15                                                     | 1999                   | Piaski                 | budynek naukowo-dydaktyczny; mieści zakłady diagnostyczne Wydziału Farmaceutycznego i Lekarskiego oraz część zakładów tworzących Specjalistyczną Lecznicę Stomatologiczną, a także Zespół Poradni Specjalistycznych i aptekę szpitalną Uniwersyteckiego Szpitala Klinicznego; nazywany blokiem „M” szpitala                           |
| Zakład Zintegrowanej Opieki Medycznej ul. Marii Skłodowskiej-Curie 7a                          | 1999 (przekazanie)     | Piaski                 | budynek naukowo-dydaktyczny |
| ul. Mieszka I 4b                                                                               | ? (przekazanie)        | Piasta I               | budynek naukowo-dydaktyczny; mieści Zakład Dietetyki i Żywienia Klinicznego oraz Zakład Medycyny Rodzinnej i Pielęgniarstwa Środowiskowego; dawniej mieścił się tam żłobek |
| Centrum Medycyny Doświadczalnej ul. Marii Skłodowskiej-Curie 24a                               | 2006                   | Piaski                 | oprócz Centrum mieści także Zakład Chorób Metabolicznych |
| Centrum Dydaktyczno-Naukowe Wydziału Nauk o Zdrowiu ul. Szpitalna 37                           | 2011                   | Piaski                 | budynek naukowo-dydaktyczny; mieści dziekanat Wydziału Nauk o Zdrowiu |
| Euroregionalne Centrum Farmacji ul. Adama Mickiewicza 2d                                       | 2011                   | Centrum                | budynek naukowo-dydaktyczny; mieści dziekanat Wydziału Farmaceutycznego |
| Uniwersytecki Szpital Kliniczny w Białymstoku ul. Żurawia 14                                   | 2013 (przekazanie)     | Dojlidy                | znajdują się tutaj kliniki Wydziału Lekarskiego; były Wojewódzki Szpital Specjalistyczny im. Kazimierza Dłuskiego (liczy 320 łóżek) |
| Uniwersytecki Szpital Kliniczny w Białymstoku ul. Warszawska 18                                | 2013 (przekazanie)     | Bojary                 | były Samodzielny Publiczny Zakład Opieki Zdrowotnej Gruźlicy i Chorób Płuc; oddziały (72 łóżka) zostaną przeniesione na ul. Żurawią po rozbudowie tamtejszego szpitala |
| Centrum Badań Innowacyjnych ul. Jerzego Waszyngtona 13a                                        | 2015                   | Piaski                 | mieści Centrum Bioinformatyki i Analizy Danych |
| ul. Adama Mickiewicza 2b                                                                       | ? (przekazanie)        | Centrum                | budynek dawnej pomarańczarni Branickich; przed przejęciem mieściła się tutaj Szkoła Policealna Nr 1 Ochrony Zdrowia w Białymstoku |

Ponadto część jednostek uczelni działa na bazie obcej. Są to:
- Klinika Geriatrii – Samodzielny Publiczny Zakład Opieki Zdrowotnej Ministerstwa Spraw Wewnętrznych (ul. Fabryczna 27)
- Klinika Onkologii – Białostockie Centrum Onkologii im. Marii Skłodowskiej-Curie (ul. Ogrodowa 12)
- Klinika Psychiatrii – Samodzielny Publiczny Psychiatryczny Zakład Opieki Zdrowotnej im. dr. Stanisława Deresza w Choroszczy (Plac Brodowicza 1)

## Organizacje studenckie

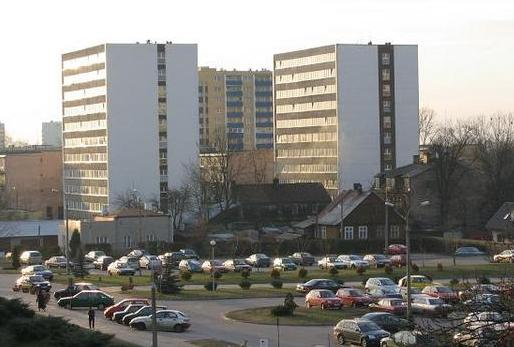
Dom Studenta nr 2

### Studenckie Centrum RadioweRadiosupeł
SCR Radiosupeł to organizacja studencka założona w 1951 roku przy Akademii Medycznej w Białymstoku (obecnie Uniwersytet Medyczny w Białymstoku). Program tworzą stowarzyszeni w Radiosuple studenci wszystkich wydziałów UMB. Aktualnie SCR Radiosupeł nie ma pozwolenia na nadawanie na falach FM, w związku z czym audycje można usłyszeć jedynie w Internecie.

### Chór Uniwersytetu Medycznego w Białymstoku
Mieszany chór Uniwersytetu Medycznego w Białymstoku istnieje od 1951 roku. Śpiewają w nim studenci, lekarze i pracownicy uczelni. Chór jest zdobywcą wielu nagród. Odnosi sukcesy zarówno w Polsce, jak i za granicą.

### Klub StudenckiCo Nie Co
Klub Studencki Co Nie Co jest organizacją istniejącą od roku 1958. W latach 1975–1978 kierownikiem był Stanisław Włudyga. Wtedy to powstały „Spotkania pod Schodkami” – kabaret, który do dziś funkcjonuje pod skróconą nazwą „Schodki” (pomysłodawcą był Janusz Olszewski). W klubie gościło wielu bardziej lub mniej znanych artystów i zespołów m.in. Janusz Laskowski, kabaret Pod Egidą. Klub ma na swoim koncie kilka osiągnięć. Za pomysł „Spotkań pod Schodkami”, w 1975 uzyskał I nagrodę na Ogólnopolskiej Giełdzie Imprez Klubowych. Obecnie klub kontynuuje działalność kabaretową, organizuje dyskoteki, „Medykalia”. Klub od początku istnienia mieści się w Domu Studenta nr 1.

### Klub muzycznyHerkulesy
Herkulesy to klub studentów Uniwersytetu Medycznego w Białymstoku z ponad 50-letnią tradycją. Jest to typowa dyskoteka studencka. Klub mieści się w podziemiach Collegium Universum.

### Inne, w tym oddziały ogólnopolskich i międzynarodowych organizacji studenckich
- Samorząd Studentów UMB
- Samorząd Doktorantów UMB
- Klub uczelniany AZS
- Studenckie Towarzystwo Naukowe (STN)
- Międzynarodowe Stowarzyszenie Studentów Medycyny (IFMSA-Poland)
- Sekcja Studencka Polskiego Towarzystwa Farmaceutycznego „Młoda Farmacja”
- Polskie Towarzystwo Studentów Stomatologii (PTSS)
- Kreatywny Diagnosta Laboratoryjny (KDL)
- Studencka Agencja Fotograficzno-Filmowa (SAFF)
- Niezależne Zrzeszenie Studentów UMB (NZS UMB)
- Sekcja Kulturalna Samorządu Studentów „Grupa BUM”
- Innowacyjny Kosmetolog
- Europejskie Forum Studentów (AEGEE)

## Doktorzy honoris causa

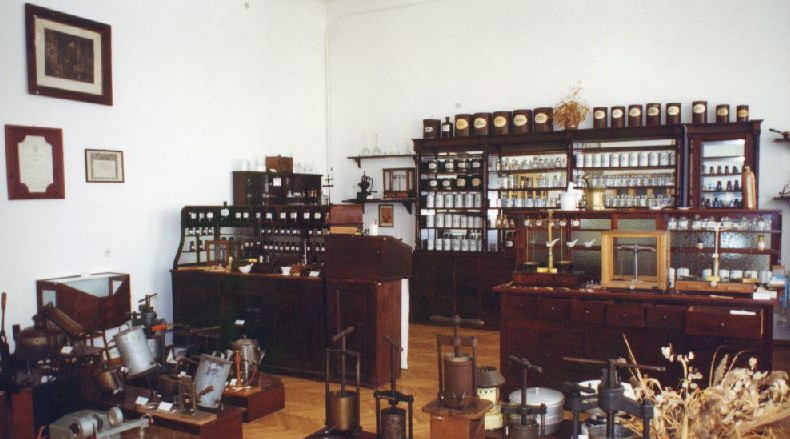
Ekspozycja muzealna w Pracowni Historii Medycyny i Farmacji

| Lp. | Imię i nazwisko                            | Rok  |     | Lp.                                    | Imię i nazwisko      | Rok  |
| --- | ------------------------------------------ | ---- | --- | -------------------------------------- | -------------------- | ---- |
| 1.  | dr med. Jerzy Sztachelski                  | 1960 |     | 23.                                    | prof. dr Rodger Bick | 1995 |
| 2.  | prof. dr hab. Tadeusz Kielanowski          | 1965 | 24. | prof. dr hab. Stanisław Jan Konturek   | 1995                 |      |
| 3.  | prof. dr hab. Marian Górski                | 1976 | 25. | prof. Jean Cohen                       | 1996                 |      |
| 4.  | prof. dr hab. Jan Nielubowicz              | 1983 | 26. | prof. dr hab. Antoni Gabryelewicz      | 1998                 |      |
| 5.  | prof. dr Silvio Garattini                  | 1984 | 27. | prof. dr hab. Zbigniew Religa          | 1998                 |      |
| 6.  | prof. dr hab. med. Jan Witold Moll         | 1984 | 28. | prof. dr hab. Mieczysław Chorąży       | 2000                 |      |
| 7.  | prof. dr hab. med. Stefan Soszka           | 1985 | 29. | prof. dr hab. Mirosław Jan Mossakowski | 2000                 |      |
| 8.  | prof. dr John David Williams               | 1987 | 30. | prof. dr hab. Zbigniew Knapik          | 2001                 |      |
| 9.  | prof. dr hab. med. Andrzej Danysz          | 1989 | 31. | prof. dr hab. Franciszek Józef Kokot   | 2001                 |      |
| 10. | prof. dr hab. Tadeusz Dzierżykray-Rogalski | 1988 | 32. | prof. Maria Benedetta Donati           | 2002                 |      |
| 11. | prof. dr med. Dymitr Adrejewicz Masłakow   | 1989 | 33. | prof. Giovanni de Gaetano              | 2002                 |      |
| 12. | prof. dr Hans Klaus Breddin                | 1990 | 34. | prof. dr hab. Jan Prokopowicz          | 2002                 |      |
| 13. | prof. zw. dr med. Karol Buluk              | 1990 | 35. | prof. Manfred Göthert                  | 2003                 |      |
| 14. | prof. dr hab. Maria Byrdy                  | 1990 | 36. | prof. dr hab. Marian Szamatowicz       | 2004                 |      |
| 15. | prof. dr med. Witold Janusz Rudowski       | 1990 | 37. | prof. dr hab. Władysław Gałasiński     | 2006                 |      |
| 16. | prof. dr Bronisław Leszek Słomiany         | 1990 | 38. | prof. dr hab. Marcin Kamiński          | 2007                 |      |
| 17. | prof. dr Jacques Paul Borel                | 1991 | 39. | prof. David Grahame Hardie             | 2008                 |      |
| 18. | prof. dr Maria Kopeć                       | 1991 | 40. | prof. dr hab. Maciej Zabel             | 2009                 |      |
| 19. | Ryszard Kaczorowski                        | 1992 | 41. | prof. dr hab. Jan Górski               | 2010                 |      |
| 20. | prof. dr hab. Stefan Niewiarowski          | 1993 | 42. | prof. dr hab. Ida Teresa Kinalska      | 2011                 |      |
| 21. | prof. dr Akikazu Takada                    | 1993 | 43. | prof. dr hab. Jerzy Sarosiek           | 2015                 |      |
| 22. | prof. dr Ronald Terjung                    | 1993 | 44. | prof. Coral Barbas                     | 2018                 |      |